# Ранда (Вале)
Ранда (нім. Randa VS) — громада  в Швейцарії в кантоні Вале, округ Фісп.

## Географія
Громада розташована на відстані близько 100 км на південь від Берна, 36 км на південний схід від Сьйона.
Ранда має площу 54,5 км², з яких на 1% дозволяється будівництво (житлове та будівництво доріг), 6,7% використовуються в сільськогосподарських цілях, 10,9% зайнято лісами, 81,4% не є продуктивними (річки, льодовики або гори).

## Демографія
2019 року в громаді мешкало 435 осіб (-0,7% порівняно з 2010 роком), іноземців було 29,2%. Густота населення становила 8 осіб/км².
За віковим діапазоном населення розподілялося таким чином: 16,8% — особи молодші 20 років, 61,6% — особи у віці 20—64 років, 21,6% — особи у віці 65 років та старші. Було 192 помешкань (у середньому 2,3 особи в помешканні).
Із загальної кількості 86 працюючих 23 було зайнятих в первинному секторі, 32 — в обробній промисловості, 31 — в галузі послуг.